# Бюльбюль савановий
Бюльбю́ль савановий (Pycnonotus dodsoni) — вид горобцеподібних птахів родини бюльбюлевих (Pycnonotidae). Мешкає в Східній Африці. Раніше вважався конспецифічним з темноголовим бюльбюлем.

## Поширення і екологія
Саванові бюльбюлі поширені від півночі Сомалі і південного сходу Ефіопії до сходу центральної Кенії. Вони живуть в саванах.